# Antone
Antone az Amerikai Egyesült Államok északnyugati részén, Oregon állam Wheeler megyéjében, a U.S. Route 26 közelében elhelyezkedő kísértetváros.
Névadója Antone Francisco portugál bevándorló. A posta három éves szünettel 1894 és 1948 között működött. Egykor a The Dallest a környékbeli bányákkal összekötő út mentén volt a hadsereg bányászokat és utazókat az északi pajút indiánoktól védő laktanyája.

## Fordítás
- Ez a szócikk részben vagy egészben  az   Antone, Oregon című angol Wikipédia-szócikk ezen változatának fordításán alapul.  Az eredeti cikk szerkesztőit annak laptörténete sorolja fel. Ez a jelzés csupán a megfogalmazás eredetét és a szerzői jogokat jelzi, nem szolgál a cikkben szereplő információk forrásmegjelöléseként.